# 肯特·梅斯普雷
肯特·梅斯普雷（英語：Kent Mesplay；1962年7月19日—），是美國綠黨的政治家、活動家與和常年候選人教練和球員。他在1995年加入加利福尼亞州綠黨，曾尋求2004年、2008年、2012年及2016年的綠黨總統候選人提名。
1962年7月19日梅斯普雷在巴布亞新幾內亞馬當出生，父母均為美國人；1980年成為米拉梅薩高中畢業生代表，後來分別在哈维穆德学院畢業，又在西北大学取得生物醫學工程博士學位。現時他是加利福尼亞州圣迭戈县的空氣質量檢查員 。
2016年，梅斯普雷是五名綠黨總統候選人之一，其名字在亞利桑那州、加利福尼亞州和馬薩諸塞州的總統初選選票出現

## 外部連結
- 肯特·梅斯普雷的Facebook專頁
- 官方網站 （页面存档备份，存于）